# Alfred von Ingelheims Lebensdrama
Alfred von Ingelheims Lebensdrama è un film muto del 1921 prodotto e diretto da Erik Lund

## Produzione
Il film fu prodotto dalla Ring-Film GmbH (Berlin).

## Distribuzione
Uscì nelle sale cinematografiche tedesche vietato ai minori, con il visto di censura B.00109 datato 13 luglio 1920. La prima del film si tenne al Biophon-Theater di Berlino il 15 febbraio 1921.